# Депігментація

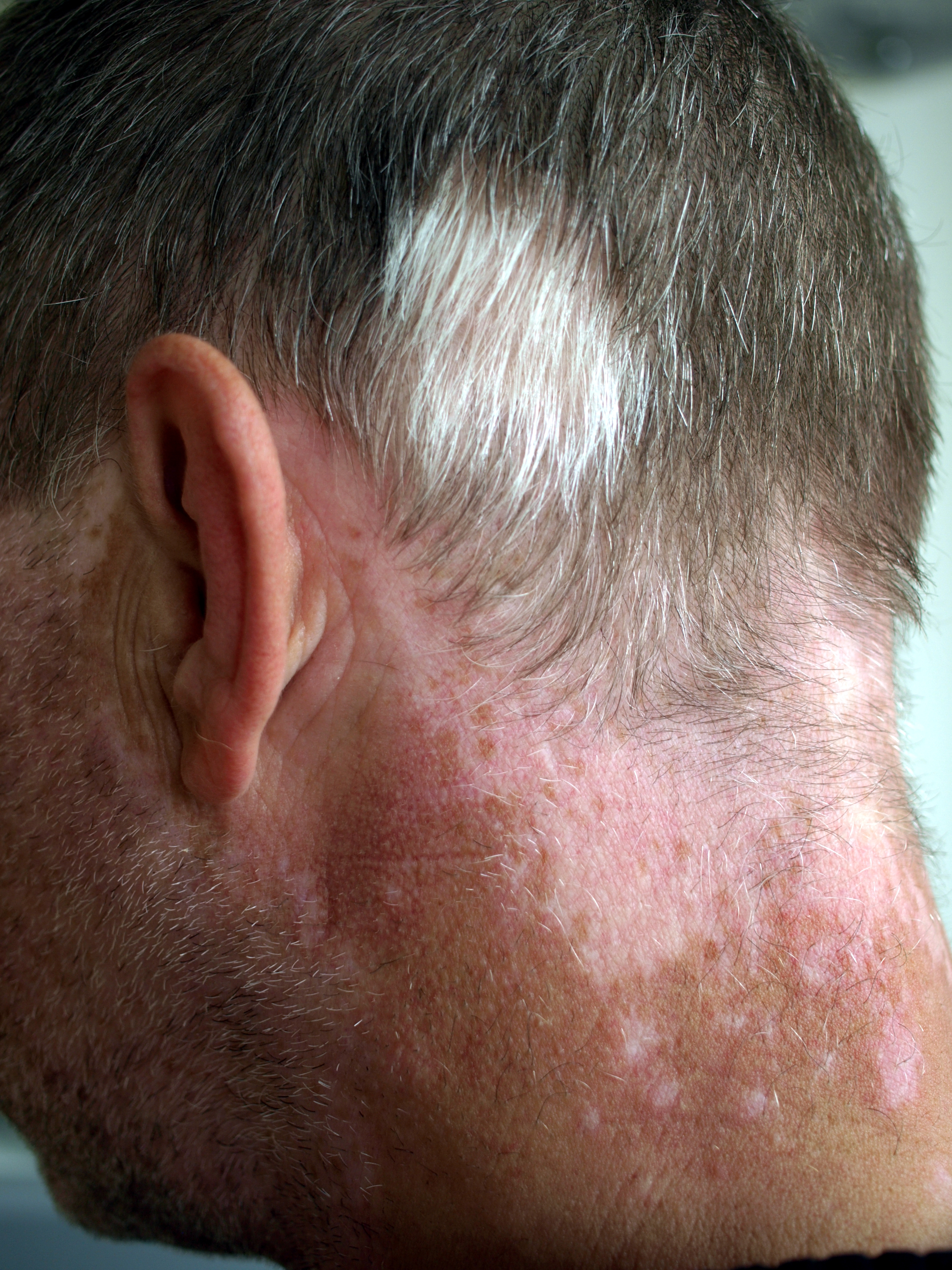
Локальна депігментація

Депігмента́ція (англ. depigmentation) — втрата шкірою властивості пігментації. Втрата пігменту може бути частковою, як, наприклад, після отримання різних пошкоджень шкіри, або ж повною, як, наприклад, вітиліго. Втрата пігменту найчастіше проявляється зміною кольору шкіри на світлий, майже білий.
Депігментація шкіри може бути тимчасовою, як, наприклад, після лишаю, або постійною, як, наприклад, при альбінізмі. Тобто, до первинної депігментації можна віднести альбінізм і вітиліго, а вторинна депігментація може розвинутися після перенесених захворювань шкіри, таких як лишай, юнацькі вугрі, також хімічних опіків лугом, кислотою та ін.
Однією з переважаючих причин виникнення депігментації шкіри є вітиліго. Вродженою формою депігментації є альбінізм. Шкіра людей, що мають цю ваду розвитку, відрізняється біло-рожевим кольором, волосся у них біле, зіниці червоні. Вони дуже чутливі до ультрафіолетових променів.